# Wang Ying-chi
Wang Ying-chi (ur. 10 marca 1983) – tajwańska zapaśniczka w stylu wolnym. Zdobyła brązowy medal na mistrzostwach Azji w 2006. Zajęła 16 miejsce na mistrzostwach świata w 2003. Mistrzyni Azji juniorów w 2000 roku.